# Jessica Grabowsky
Jessica Grabowsky (* 8. April 1980 in Siilinjärvi) ist eine finnlandschwedische Schauspielerin.

## Leben
Jessica Grabowsky gehört zur Minderheit der Finnlandschweden und wuchs mit Schwedisch als Muttersprache auf. Ihr Familienname stammt aus Polen, und ihre Großmutter floh mit ihrer Mutter während der Russischen Revolution aus Russland nach Finnland. 
Bevor Grabowsky ihr Schauspielstudium 2007 an der Theaterakademie Helsinki abschloss, arbeitete sie als Kellnerin. 
Für ihre Darstellung der Lucie Lilliehjelm in dem Historienfilm Där vi en gång gått, nach dem gleichnamigen Roman von Kjell Westö, wurde sie 2012 zum ersten Mal als Beste Hauptdarstellerin für einen Jussi nominiert. Eine weitere Nominierung folgte 2014 für ihre Darstellung der Pike in dem von Aku Louhimies inszenierten Kriegsfilm 8-pallo.
Einem breiteren internationalen Publikum wurde sie durch ihre Darstellung der Liv Waldemar in der von 2014 bis 2020 ausgestrahlten finnisch-schwedischen Fernsehserie Blutsbande bekannt. In dieser spielt sie die Ehefrau des von Joel Spira gespielten Oskar Waldemar, mit dem sie gemeinsam ein Gasthaus auf Åland bewirtschaftet.

## Filmografie (Auswahl)
- 2011: Där vi en gång gått
- 2012:  Hulluna Saraan
- 2013: 8-pallo
- 2014–2020: Blutsbande (Tjockare än vatten, Fernsehserie, 27 Folgen)
- 2016: Midnight Sun (Midnattssol, Fernsehserie, sieben Folgen)
- 2017: Tom of Finland
- 2018–2019: Bordertown (Sorjonen, Fernsehserie, zwei Folgen)
- 2019: Elvis & Onerva
- 2020: Hidden Agenda (Top Dog, Fernsehserie, acht Folgen)
- 2021: Bolla
- 2021: Deserted
- 2025: Rörelser